# The Tour
|  | Denne artikel er oprettet af botten Steenthbot ud fra en ekstern database. Den kan derfor have sproglige fejl eller mangler. Denne skabelon kan fjernes efter kontrol af indholdet. |

The Tour er en dansk dokumentarfilm fra 2012 instrueret af Eva la Cour efter eget manuskript.

## Handling
The Tour undersøger forholdet mellem virkelige og virtuelle verdener i og omkring den norske bebyggelse Longyearbyen på Svalbard, ved at tage på rundtur med Maxi Taxi - et af byens to taxafirmaer - og dets ansatte. En verbal montage baseret på deltagersamtaler med tre taxachauffører fra Norge, Danmark og Rusland belyser individets rolle som en på en gang bevarende og skabende agent. Filmens struktur, en guidet tour, afspejler Longyearbyen som en særligt tilgængelig arktisk lokation med god infrastruktur, karakteriseret ved mobilitet og midlertidighed. 